# Rothersthorpe
Rothersthorpe – wieś w Anglii, w hrabstwie Northamptonshire, w dystrykcie (unitary authority) West Northamptonshire. Leży 6 km na południowy zachód od miasta Northampton i 96 km na północny zachód od Londynu. W 2001 miejscowość liczyła 500 mieszkańców.